# FGF4
FGF4 (англ. Fibroblast growth factor 4) – білок, який кодується однойменним геном, розташованим у людей на короткому плечі 11-ї хромосоми. Довжина поліпептидного ланцюга білка становить 206 амінокислот, а молекулярна маса — 22 048.
| 10         |  | 20         |  | 30         |  | 40         |  | 50         |
| ---------- |  | ---------- |  | ---------- |  | ---------- |  | ---------- |
| MSGPGTAAVA |  | LLPAVLLALL |  | APWAGRGGAA |  | APTAPNGTLE |  | AELERRWESL |
| VALSLARLPV |  | AAQPKEAAVQ |  | SGAGDYLLGI |  | KRLRRLYCNV |  | GIGFHLQALP |
| DGRIGGAHAD |  | TRDSLLELSP |  | VERGVVSIFG |  | VASRFFVAMS |  | SKGKLYGSPF |
| FTDECTFKEI |  | LLPNNYNAYE |  | SYKYPGMFIA |  | LSKNGKTKKG |  | NRVSPTMKVT |
| HFLPRL     |  |            |  |            |  |            |  |            |

A: Аланін

C: Цистеїн

D: Аспарагінова кислота

E: Глутамінова кислота

F: Фенілаланін

G: Гліцин

H: Гістидин

I: Ізолейцин

K: Лізин

L: Лейцин

M: Метіонін

N: Аспарагін

P: Пролін

Q: Глутамін

R: Аргінін

S: Серин

T: Треонін

V: Валін

W: Триптофан

Кодований геном білок за функціями належить до факторів росту, мітогенів, білків розвитку. 
Задіяний у таких біологічних процесах, як диференціація клітин, альтернативний сплайсинг. 
Білок має сайт для зв'язування з молекулою гепарину. 
Секретований назовні.